# Denis Bouanga
Denis Bouanga (Le Mans, 1994. november 11. –) gaboni válogatott labdarúgó, az amerikai Los Angeles csatára.

## Pályafutása

### Klubcsapatokban
Bouanga a franciaországi Le Mans városában született. Az ifjúsági pályafutását a SO Maine csapatában kezdte, majd a Le Mans akadémiájánál folytatta.
2013-ban mutatkozott be a Mulsanne-Téloché felnőtt keretében. 2014-ben az első osztályban szereplő Lorient szerződtette. 2016 és 2017 között a Strasbourg és a Tours csapatát erősítette kölcsönben. 2018-ban a Nîmes-hez, majd 2019-ben a Saint-Étienne-hez igazolt. 2022. augusztus 4-én szerződést kötött az észak-amerikai első osztályban érdekelt Los Angeles együttesével. Először a 2022. szeptember 1-jei, Houston Dynamo ellen 2–1-re elvesztett mérkőzés 72. percében, Cristian Arango cseréjeként lépett pályára. Első gólját 2022. október 2-án, a Portland Timbers ellen idegenben 2–1-re megnyert találkozón szerezte meg. A 2023-as szezonban 36 mérkőzésen elért 25 góljával megszerezte az MLS gólkirályi címét.

### A válogatottban
Bouanga 2017-ben debütált a gaboni válogatottban. Először a 2017. január 14-ei, Bissau-Guinea ellen 1–1-es döntetlennel zárult mérkőzésen lépett pályára. Első válogatott gólját 2017. március 24-én, Guinea ellen 2–2-es döntetlennel végződő találkozón szerezte meg.

## Statisztikák
2024. augusztus 26. szerint
| Klub          | Szezon   | Osztály  | Bajnokság | Bajnokság | Kupa  | Kupa | Nemzetközi | Nemzetközi | Összesen | Összesen |
| Klub          | Szezon   | Osztály  | Meccs     | Gól       | Meccs | Gól  | Meccs      | Gól        | Meccs    | Gól      |
| ------------- | -------- | -------- | --------- | --------- | ----- | ---- | ---------- | ---------- | -------- | -------- |
| Nîmes         | 2018–19  | Ligue 1  | 35        | 8         | 3     | 1    | —          | —          | 38       | 9        |
| Saint-Étienne | 2019–20  | Ligue 1  | 26        | 10        | 5     | 2    | 5          | 0          | 36       | 12       |
| Saint-Étienne | 2020–21  | Ligue 1  | 36        | 7         | 0     | 0    | —          | —          | 36       | 7        |
| Saint-Étienne | 2021–22  | Ligue 1  | 36        | 9         | 1     | 0    | —          | —          | 37       | 9        |
| Saint-Étienne | 2022–23  | Ligue 2  | 1         | 0         | 0     | 0    | —          | —          | 1        | 0        |
| Los Angeles   | 2022     | MLS      | 10        | 3         | 0     | 0    | 0          | 0          | 10       | 3        |
| Los Angeles   | 2023     | MLS      | 36        | 25        | 0     | 0    | 12         | 13         | 48       | 38       |
| Los Angeles   | 2024     | MLS      | 25        | 16        | 3     | 0    | 7          | 6          | 35       | 22       |
| Összesen      | Összesen | Összesen | 205       | 78        | 12    | 3    | 24         | 19         | 241      | 100      |

### A válogatottban
| Válogatott | Év       | Pályára lépés | Gól |
| ---------- | -------- | ------------- | --- |
| Gabon      | 2017     | 8             | 2   |
| Gabon      | 2018     | 3             | 1   |
| Gabon      | 2019     | 5             | 2   |
| Gabon      | 2020     | 3             | 1   |
| Gabon      | 2021     | 6             | 1   |
| Gabon      | 2022     | 4             | 0   |
| Gabon      | 2023     | 5             | 2   |
| Gabon      | 2024     | 7             | 2   |
| Gabon      | 2025     | 2             | 2   |
| Összesen   | Összesen | 43            | 13  |

#### Góljai a válogatottban
| #  | Időpont            | Helyszín                                        | Ellenfél           | Gólok | Eredmény | Kiírás                                    |
| -- | ------------------ | ----------------------------------------------- | ------------------ | ----- | -------- | ----------------------------------------- |
| 1  | 2017. március 24.  | Stade Océane, Le Havre, Franciaország           | Guinea             | 1–1   | 2–2      | Barátságos mérkőzés                       |
| 2  | 2017. június 10.   | Stade du 26 Mars, Bamako, Mali                  | Mali               | 1–0   | 1–2      | 2019-es afrikai nemzetek kupája-selejtező |
| 3  | 2018. október 12.  | Stade d'Angondjé, Libreville, Gabon             | Dél-Szudán         | 1–0   | 3–0      | 2019-es afrikai nemzetek kupája-selejtező |
| 4  | 2019. október 15.  | Íbn Batúta Stadion, Tanger, Marokkó             | Marokkó            | 2–1   | 3–2      | Barátságos mérkőzés                       |
| 5  | 2019. november 17. | Stade de Franceville, Franceville, Gabon        | Angola             | 2–0   | 2–1      | 2021-es afrikai nemzetek kupája-selejtező |
| 6  | 2020. november 12. | Stade de Franceville, Franceville, Gabon        | Gambia             | 1–0   | 2–1      | 2021-es afrikai nemzetek kupája-selejtező |
| 7  | 2021. március 25.  | Stade de Franceville, Franceville, Gabon        | Kongói DK          | 2–0   | 3–0      | 2021-es afrikai nemzetek kupája-selejtező |
| 8  | 2023. november 16. | Stade de Franceville, Franceville, Gabon        | Kenya              | 1–1   | 2–1      | 2026-os VB-selejtező                      |
| 9  | 2023. november 19. | Benjamin Mkapa Stadion, Dar es-Salaam, Tanzánia | Burundi            | 2–0   | 2–1      | 2026-os VB-selejtező                      |
| 10 | 2024. június 11.   | Stade de Franceville, Franceville, Gabon        | Gambia             | 3–1   | 3–2      | 2026-os VB-selejtező                      |
| 11 | 2024. november 15. | Stade de Franceville, Franceville, Gabon        | Marokkó            | 1–0   | 1–5      | 2025-ös afrikai nemzetek kupája-selejtező |
| 12 | 2025. március 20.  | Stade de Franceville, Franceville, Gabon        | Seychelle-szigetek | 2–0   | 3–0      | 2026-os VB-selejtező                      |
| 13 | 2025. március 20.  | Stade de Franceville, Franceville, Gabon        | Seychelle-szigetek | 3–0   | 3–0      | 2026-os VB-selejtező                      |

## Sikerei, díjai
Saint-Étienne
- Francia Kupa
  - Döntős (1): 2019–20

Los Angeles
- MLS
  - Bajnok (1): 2022
  - Döntős (1): 2023

- US Open Cup
  - Győztes (1): 2024

- CONCACAF-bajnokok ligája
  - Ezüstérmes (1): 2023

- Campeones Cup
  - Ezüstérmes (1): 2023

- Leagues Cup
  - Ezüstérmes (1): 2024

Gaboni válogatott
- Király-kupa
  - Harmadik hely (1): 2018

Egyéni
- Az MLS gólkirálya: 2023 (25 góllal)
- MLS All-Stars: 2023, 2024
- MLS Best XI: 2023
- MLS – A Hónap Játékosa: 2023 október
- A CONCACAF-bajnokok ligája gólkirálya: 2023 (7 góllal)
- CONCACAF-bajnokok ligája Best XI: 2023